# النسر المحلق (أنمي)
النسر المحلق (بالإنجليزية: Eagle Riders)‏ هو مسلسل رسوم متحركة مغامرات (أنمي) أمريكي مشتق من سلسلة الرسوم المتحركة اليابانية جاتشامان 2 والمحارب جاتشامان، اللذان تم دمجهما معًا. تم إنتاجه بواسطة مركز سابان للترفيه. تم بث جميع الحلقات الـ 65 في أستراليا على الشبكة العاشرة من 14 أغسطس 1997 إلى 4 ديسمبر 1997. في الولايات المتحدة، تم بث 13 حلقة خلال خريف عام 1996 و1997.

## روابط خارجية
- النسر المحلق (أنمي) على موقع IMDb (الإنجليزية)
- النسر المحلق (أنمي) على موقع فيلمافينيتي (الإسبانية)
- النسر المحلق (أنمي) على موقع كينوبويسك (الروسية)
- النسر المحلق (أنمي) على موقع قاعدة بيانات الفيلم (الإنجليزية)
- النسر المحلق (أنمي) على موقع ANN anime (الإنجليزية)
- النسر المحلق (أنمي) (أنمي) في شبكة أخبار الأنمي